# Wyatt Allen
Pour les articles homonymes, voir Allen.
Wyatt Allen, né le 11 janvier 1979 à Baltimore, est un rameur d'aviron américain. Il est membre du Virginia Cavaliers, basé à Charlottesville.
Il a remporté la médaille d'or en huit aux Jeux olympiques d'été de 2004 à Athènes, puis la médaille de bronze aux Jeux olympiques d'été de 2008 à Pékin.